# Krystyna Tylkowska
Krystyna Tylkowska (ur. 26 lipca 1975 w Warszawie) – poetka. 
Laureatka kilku konkursów literackich. Absolwentka polonistyki na Uniwersytecie Warszawskim oraz Wydziału Wiedzy o Teatrze Akademii Teatralnej w Warszawie. Swoje wiersze publikowała m.in. w "Magazynie Literackim", "Portrecie", "Nowej Okolicy Poetów", "Dekadzie Literackiej", "Tyglu" i "Pograniczach". Jej recenzje teatralne ukazują się w Yoricku, internetowym magazynie wydawanym przez polską sekcję Międzynarodowego Stowarzyszenia Krytyków Teatralnych. Jest redaktorką internetowego Fragmentu - Magazynu Zaangażowanego, gdzie publikuje m.in. swoje wiersze. Na podstawie jej pierwszego tomiku "Mirabelki", offowy teatr La M.ort zrealizował spektakl "Inna kobieta". Drugi zbiór wierszy "Mała Kordelia" został nagrodzony i wydany w ramach trzeciej edycji Konkursu Literackiego Fundacji Elbląg jako Elbląski Rękopis Roku 2004.

## Wydane tomiki poetyckie
- "Mirabelki" (Warszawa, 2001)
- "Mała Kordelia" (Elbląg, 2004)